# 诺登斯

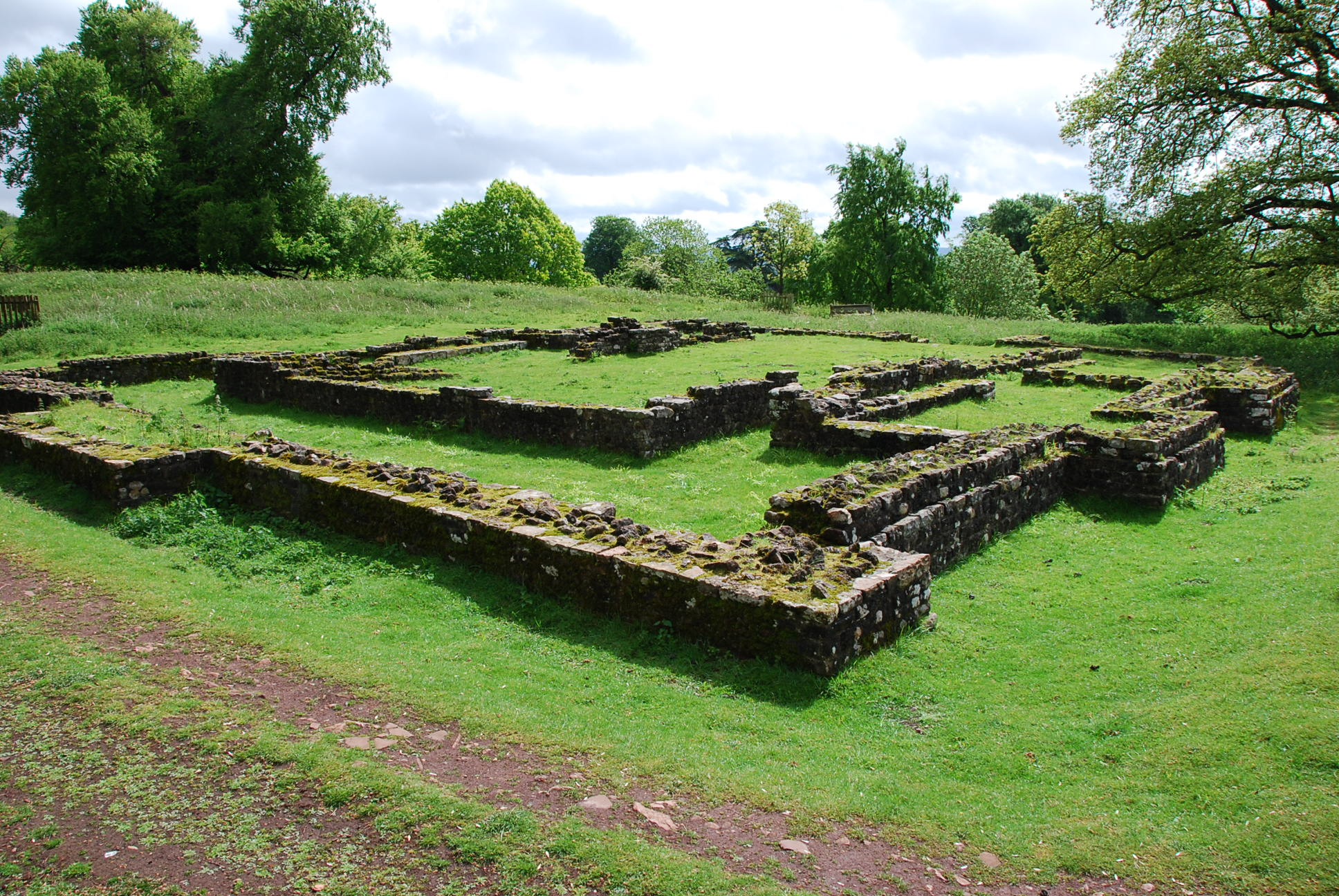
位于今利德尼公园中的神庙

诺登斯（英語：Nodens、Nudens或Nodons）是一个与治愈、海洋、狩猎与猎犬有关的凱爾特神祇，受史前不列颠人的崇拜，可能在高卢也有崇拜。最著名的相关遗址是位于格洛斯特郡利德尼公园的神庙。在罗马时代，他被与罗马神话中的玛尔斯、墨丘利、尼普顿和希尔瓦努斯等同起来。而这个名字事实上与爱尔兰神话中的努亞達以及威尔士神话中的利德同源。